# Perdita calochorti
Perdita calochorti är en biart som beskrevs av Timberlake 1956. Perdita calochorti ingår i släktet Perdita och familjen grävbin. Inga underarter finns listade i Catalogue of Life.